# オドフー・ツェツェンツェンゲル
オドフー・ツェツェンツェンゲル（蒙: Одхүүгийн Цэцэнцэнгэл、ラテン字転写：Odkhuu Tsetsentsengel 1999年10月18日- ）はモンゴル国ヘンティー県バヤンホタグ郡出身の柔道選手。階級は100kg超級。

## 経歴
2016年のアジアユース90㎏級で3位になった。2017年のアジアジュニア100㎏級で3位になると、その後階級を100㎏超級に上げた。2019年のアジアジュニアでは決勝で松村颯祐を破って優勝した。2021年のグランドスラム・バクーでは準決勝で斉藤立に敗れるも3位になった。グランドスラム・アブダビでは優勝してIJFワールド柔道ツアー初優勝を飾った。2022年のグランドスラム・パリでは準決勝で世界チャンピオンの影浦心に反則勝ちするなどして優勝した。また、天理大学に留学すると、優勝大会では3位になった。グランプリ・ザグレブでは2位だった。アジア選手権の個人戦では準決勝で影浦に反則負けするなどして5位にとどまると、団体戦では決勝の日本戦で3階級下の選手である81㎏級の佐々木健志に巴投げで敗れてチームも2位だった。
IJF世界ランキングは2920ポイント獲得で8位(24/4/22現在)。

## 主な戦績
- 2016年 - アジアユース　3位(90㎏級)
- 2017年 - アジアジュニア　3位(100㎏級)
- 2019年 - アジアジュニア　優勝
- 2021年 - グランドスラム・パリ　5位
- 2021年 - グランドスラム・バクー　3位
- 2021年 - グランドスラム・アブダビ　優勝
- 2022年 - グランドスラム・パリ　優勝
- 2022年 - 優勝大会　3位
- 2022年 -　グランプリ・ザグレブ 2位
- 2022年 -　アジア選手権　個人戦 5位 団体戦 2位
- 2023年 -　グランプリ・アルマダ　3位
- 2023年 -　グランドスラム・テルアビブ　優勝
- 2023年 -　グランドスラム・ウランバートル　3位
- 2023年 - アジア大会　個人戦　7位　団体戦　3位
- 2023年 -　グランドスラム・東京　7位
- 2024年 -　アジア選手権　個人戦 5位 団体戦 2位

(出典、)